# Anandmurti Guruma
Anandmurti Guruma (dewanagari आनंद मूर्ति गुरु माँ) (ur. 8 kwietnia 1966 w Amritsar) jest indyjską guru. W języku hindi Anandmurti znaczy wcielenie boskiej błogości, a Guruma mistrz matka. Jest szanowana przez zwolenników różnych wyznań: chrześcijaństwa, hinduizmu, judaizmu, islamu, buddyzmu i sufizmu. Jej posłanie kierowane jest ponad różnice: płci, wyznania, poglądów politycznych, narodowości.

## Nauczanie
Guruma uczy dyscypliny medytacji, jogi, utrzymywania bieżącej świadomości chwili, realizacji jaźni i niedwoistości. Propaguje techniki medytacji z systemów jogi, zen, sufizmu, tantry. Kładzie zasadniczy nacisk na jakość świadomości. Ona podkreśla potrzebę dla wszystkich poszukiwaczy, by uwolnili się od oczekiwań i uwarunkowań religijnych, ucząc, że to jest powodem, iż nie doświadczamy realizacji duchowej.

## Inicjatywy
Anandmurti Gurumaa działa na rzecz wzmocnienia pozycji kobiet, zajmując się kwestiami społecznymi, takimi jak zabijanie płodów żeńskich i promując edukację dziewcząt. Za pośrednictwem swoich ośrodków Shakti Udan zapewnia młodym kobietom szkolenia w zakresie przedsiębiorczości, aby mogły stać się niezależne finansowo, oraz zapewnia wsparcie tym, których mężowie są uzależnieni od alkoholu.

## Aśram

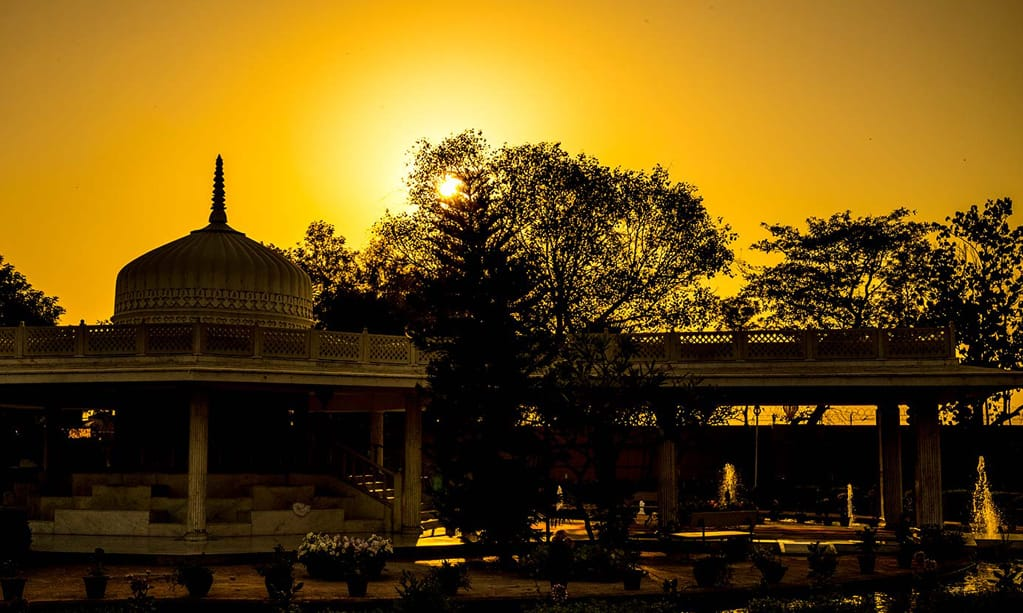
Gurumaa Ashram Mandir

Centralny aśram Guruma znajduje się w Gannaur, (dystrykt Sonepat w Indiach, 60 km od Delhi).

## Publikacje
Guruma, przetłumaczyła jako pierwsza na język hindi wiersze miłosne mistyka sufickiego Dżalal ad-Din Rumiego, założyciela zakonu wirujących derwiszów. Zaśpiewała je też na jej albumie Rumi - Miłość w jego zenicie.  Dodatkowo Guruma stworzyła komentarze do Jogasutr Patańdżalegooraz Śrimad Bhagavad Gity, oferując głębokie wglądy w ich duchową mądrość.